# ژونگویچه
ژونگویچه (به صربی: Žunjeviće) یک منطقهٔ مسکونی در صربستان است که در نووی پازار واقع شده‌است.